# Stormwitch
A Stormwitch egy kultikus német heavy metal zenekar.  A '80-as évek egyik legnépszerűbb együttesének számítottak.

## Története
A zenekar 1979-ben alakult meg a baden-württembergi Heidenheim-ban, Lemon Sylvan néven. Három jó barát alapította: Harald Spengler, Steffan Kaufman és Andy Mück. Közülük már csak Mück maradt meg a zenekarban. Hozzájuk csatlakozott Peter Langer és Jürgen Wannenwetsch is. Az összes zenész különféle művésznevet vett fel. Eleinte csak kis klubokban játszottak, nem is figyeltek fel rájuk az emberek. Később értek el nagy áttörést. 1981-ben vették fel a Stormwitch nevet. A heavy metal műfaj egyik kultikus zenekarának számítanak. Fennállásuk alatt 10 nagylemezt jelentettek meg. Egészen a mai napig működnek, habár az évek során egyszer már feloszlottak. Először 1981-től 1994-ig működtek, majd 2002-től napjainkig. Magyarországon is felléptek már, több alkalommal is, főleg a nyolcvanas és kilencvenes években, de a kétezres években is játszottak már nálunk, több fesztiválon is. Az együttes rajongói "tiszteletbeli magyar"-nak hívják őket, illetve Magyarországot a "második hazájuknak". Legelső koncertalbumukon a legelső itthoni fellépésük hallható. Fő témáik az okkultizmus, a mítoszok és a középkori történetek. A rajongók általában az 1981-től 1989-ig tartó korszakot tartják a zenekar aranykorának, mivelhogy az ebben a korszakban készült lemezeiken klasszikus heavy metal zene hallható. A rajongók általában az 1989-es "Eye of the Storm" albumot tartják a "zuhanás" korszak első lemezének, hiszen az előző albumoktól eltérően itt már lágyabb, érzelgősebb dalokat játszik a zenekar.  (Bár már az ezt megelőző "Beauty and the Beast"-et is fanyalogva fogadta a közönség, hiszen itt kezdődött el a "lágyulás", de a rajongók általában az "Eye of the Storm"-ot tartják a zenekar mélyrepülését megindító lemeznek). Mivelhogy ezt az "anyagot" követően a Stormwitch erősen "ráfeküdt" a power metal vonalra, így a rajongók elfordultak az együttestől. A kétezres évekbeli albumaik pedig még jobban megosztották a rajongótábort, de a 2015-ös "Season of the Witch" albumot a kritikusok a Stormwitch nagy visszatérésének tekintik, habár így sem ütik meg az első három album szintjét. Ezt az albumot a zenekar már 2011-ben pedzegette hivatalos weboldalán, de végül csak 2015-ben jelent meg. A zenekar jó barátságban állt a neves magyar Pokolgép együttessel is, talán ezért is tértek vissza többször is hozzánk.
2013-ban az eredeti gitáros, Lee Tarot elhunyt, 50 éves korában.

## Tagok
Az évek alatt többen megfordultak a zenekarban, mindössze az énekes, Andy Mück az egyetlen olyan tag, aki a kezdetektől fogva képviseli a zenekart.
Jelenlegi tagok
- Andy Mück - éneklés (1981-1994, 2002-)
- Jürgen Wannenwetsch - basszusgitár (1981-1983, 2005-)
- Peter Langer ("Lancer") - dobok, ütős hangszerek (1983-1994, 2013-)
- Stoney - gitár (2010-)

## Diszkográfia
Stúdióalbumok
- Walpurgis Night (1984)
- Tales of Terror (1985)
- Stronger Than Heaven (1986)
- The Beauty and the Beast (1988)
- Eye of the Storm (1989)
- War of the Wizards (1992)
- Shogun (1994)
- Dance with the Witches (2002)
- Witchcraft (2004)
- Season of the Witch (2015)
- Bound to the Witch (2018)

Egyéb kiadványok
- Live in Budapest (Magyarországon címmel is ismert) (1989, koncertalbum)
- Priest of Evil (1998, válogatáslemez)

## A Stormwitch magyarországi fellépései
- 1987 - Miskolc (legelső koncertezés /Egyetemi körcsarnok/CsZ)
- 1987 - Szeged
- 1988 - Szolnok - Október 30.
- 1988- Pécs - November 4 - Dr. Zsolnay Művelődési Központ (DOZSO)

1988. - Miskolc, Vasas (CsZ)
1989. - Miskolc, Vasas (CsZ)
1990. - Miskolc, Vasas (CsZ)
- 1989 - Nyíregyháza - Augusztus 18.
- 1989 - Zalaegerszeg
- 1989 - Kaposvár, Kilián Művelődési Központ (Eye Of The Storm turné, 1989.09.03.)
- 1989 - Mosonmagyaróvár, MOFÉM Művelődési Ház (Eye Of The Storm turné, 1989.09.05.)
- 1989 - Budapest (albumon is rögzítették, Petőfi Csarnok, Eye Of The Storm turné, 1989.09.08., Stormwitch - Magyarországon 1989 LP - Live Concert)
- 2004 - Budapest, Petőfi Csarnok - ekkor az Akela, Demonlord, Perzonal War, Kalapács, Wisdom zenekarokkal koncerteztek
- 2011 - Budapest, Metalfest Open Air fesztivál
- 2015 - Budapest, Petőfi Csarnok - ekkor a Season of the Witch lemezt "reklámozták" és a Kalapáccsal együtt játszottak